# Traité de Saint-Germain-en-Laye (1641)
Pour les articles homonymes, voir Traité de Saint-Germain-en-Laye.
Le traité de Saint-Germain-en-Laye fut signé le 2 avril 1641 entre Louis XIII et Charles IV de Lorraine, durant la guerre de Trente Ans (1618-1648). Il est précédé, le 29 mars, par une protestation déposée par le duc de Lorraine contre la violence qui lui était faite ; acte secret qui lui permettrait de revenir sur sa parole.

## Dispositions du traité

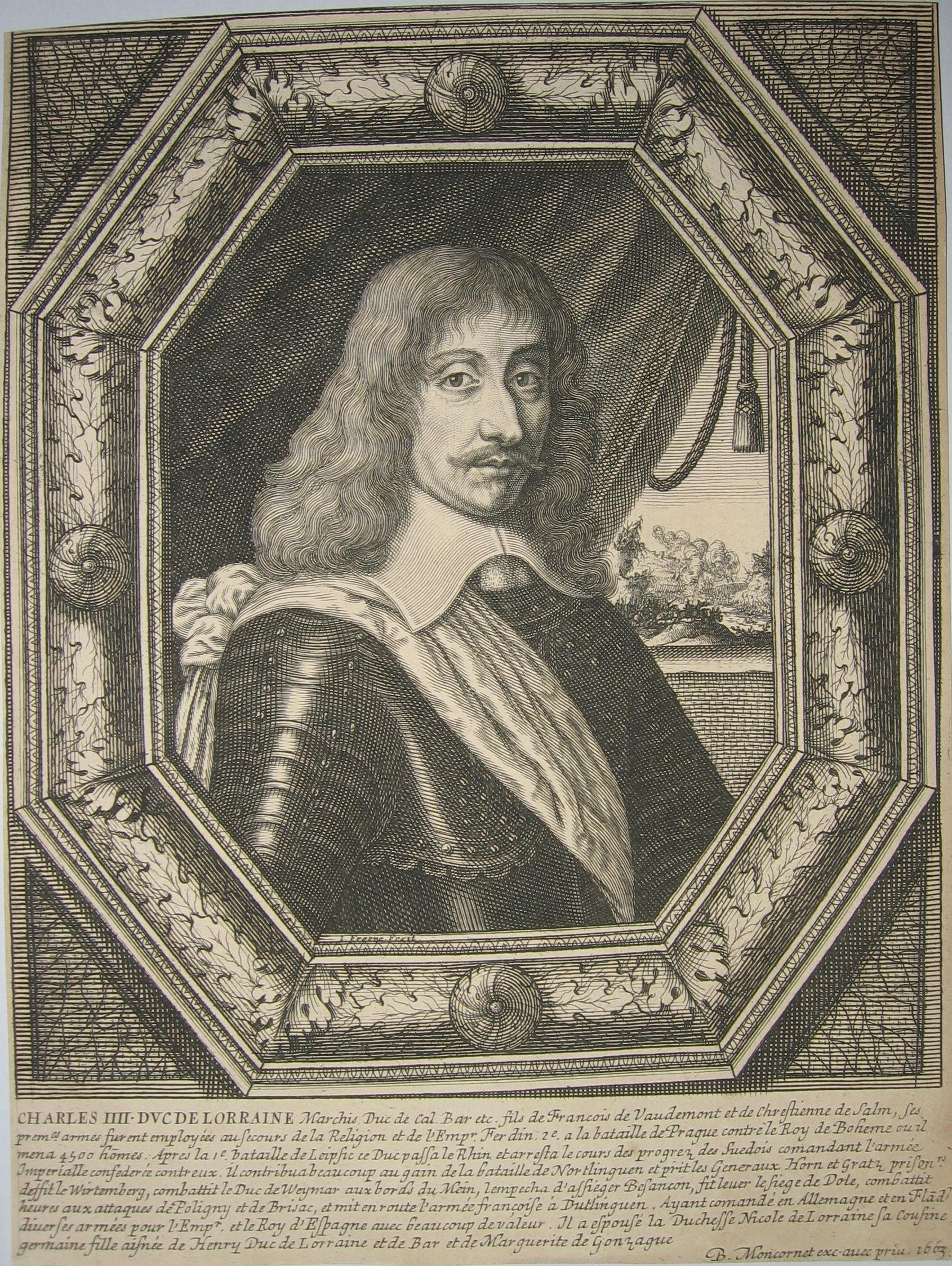
Portrait de Charles IV

Le duc de Lorraine renonçait à toute alliance avec la maison d'Autriche et abandonnait le bailliage de Clermont et les villes de Stenay, Dun et Jametz avec leurs territoires. Il s'engageait aussi à joindre ses soldats à ceux de la France à première demande. Louis XIII conservait Nancy et les villages de la banlieue jusqu'à la conclusion de la paix générale. Un libre passage était également permis aux Français pour se rendre en Alsace, en Franche-Comté ou dans le Luxembourg, etc. La contrepartie était seulement que le roi reconnaissait la légitimité de Charles IV. À côté de ce traité, une convention secrète permettait au roi d'abattre les fortifications nancéiennes, interdisait à Charles de résider à Lunéville et en cas de non-respect scrupuleux du traité, les duchés de Lorraine et de Bar seraient définitivement annexés à la France.